# Aribert Reimann
Aribert Reimann (Berlín, 4 de marzo de 1936-Berlín, 13 de marzo de 2024) fue un compositor, pianista y acompañante alemán, especialmente conocido por sus óperas. Su versión de El Rey Lear fue escrita por sugerencia de Dietrich Fischer-Dieskau que cantó el papel principal.

## Biografía
Después de estudiar composición, contrapunto y piano (con, entre otros, Boris Blacher) en la Hochschule für Musik de Berlín), Reimann tomó un trabajo como repetidor en la Deutsche Oper Berlin. Sus primeras apariciones como pianista y acompañante fueron hacia el final de la década de 1960. A principios de la década de 1970, se convirtió en miembro de la Academia de Berlín de las Artes, y ocupó una cátedra de canto contemporáneo en la Hochschule der Künste de Berlín entre 1983 y 1998.
La reputación de Reimann como compositor se ha incrementado enormemente con varios grandes óperas literarias, entre ellas Lear y Das Schloss (El Castillo). Además de óperas, ha escrito música de cámara, orquestal y canciones. Ha sido honrado en varias ocasiones, incluida la Gran Cruz Alemana del Mérito y la Orden del Mérito de Berlín).
Su más reciente encargo, Cantus para clarinete y orquesta, dedicada al clarinetista y compositor Jörg Widmann, fue estrenada el 13 de enero de 2006, en la Sala Grande de la WDR en Colonia, en presencia del compositor, que declaró que la obra se inspiraba en las composiciones de clarinete de Claude Debussy.

## Premios
- 1962 - Berliner Kunstpreis für Musik (Junge Generation)- Berlin Art Prize for Music (Young Generation).
- 1963 - Rompreis mit Villa Massimo-Stipendium- Roma Premio, con una beca en Villa Massimo.
- 1965 - Robert-Schumann-Preis der Stadt Düsseldorf- Premio Robert Schumann de la ciudad de Düsseldorf.
- 1966 - Förderungspreis der Stadt Stuttgart- Premio Progreso de la ciudad de Stuttgart.
- 1985 - Großes Bundesverdienstkreuz - La Gran Orden del Mérito de la República Federal de Alemania.
- 1985 - Braunschweiger-Ludwig Spohr-Preis.
- 1986 - Premio de Composición Musical Príncipe Pierre de Mónaco.
- 1987 - Bach-Preis der Freien und Hansestadt Hamburg- Premio Bach de la ciudad de Hamburgo.
- 1991 - Frankfurter Musikpreis - Premio de Música de la ciudad de Fráncfort.
- 1993 - zum Officier de "L'Ordre del Mérito Cultural" de la Principauté de Monaco- Oficial de la Orden del Mérito Cultural del Principado de Mónaco.
- 1995 - Großes Verdienstkreuz mit Stern des Verdienstordens der Bundesrepublik Deutschland- Gran Cruz del Mérito, con la Estrella de la Orden del Mérito de la República Federal de Alemania
- 1999 - Ernennung zum Commandeur de L'Ordre del Mérito Cultural "de la Principauté de Monaco- Comandante de la Orden del Mérito Cultural del Principado de Mónaco.
- 1999 - Verleihung der Goldenen der Nadel Dramatiker Unión- Premio Aguja de Oro de la Unión dramática.
- 2002 - Preis der Kulturstiftung Dortmund- Premio de la Fundación Cultural de Dortmund.
- 2002 - Kunstpreis Berlín. Premio de Arte de la ciudad de Berlín.
- 2006 - Arnold Schönberg-Preis de Viena.

## Anexo:Catálogo de obras
| Año       | Obra | Tipo de obra                       |
| --------- | --- | ---------------------------------- |
| 1956      | Zyklus nach Gedichten von Paul Celan ([5] Poemas de Paul Celan), para barítono y piano.                                                                                      | Música vocal (piano)               |
| 1957      | Auf verschleierten Schaukeln [Sobre columpios encubiertos] (Ciclo coral sobre poemas de Hans Arp), para coro mixto a 4 voces, a cappella.                                    | Música coral (a capela)            |
| 1960      | Ein Totentanz [Una danza de la muerte]. Suite para barítono y orquesta de cámara.                                                                                            | Música vocal (orquesta)            |
| 1961      | Canzoni e Ricercari, para flauta, viola y violonchelo. | Música instrumental (conjunto)     |
| 1961      | Impression IV (texto de E. E. Cummings), para soprano y piano. | Música vocal (piano)               |
| 1961      | Concierto nº 1, para piano y orquesta. | Música orquestal (concierto)       |
| 1961      | Kinderlieder [Canciones infantiles] (sobre poemas de Werner Reinert), para soprano y piano.                                                                                  | Música vocal (piano)               |
| 1963      | Dialog I, para órgano. | Música solista (órgano)            |
| 1963      | Hölderlin-Fragmente, para soprano y orquesta. | Música vocal (orquesta)            |
| 1963      | Sonata para violonchelo y piano. | Música instrumental (dúo)          |
| 1964      | Ein Traumspiel [Fantasmagoria] (August Strindberg, en versión alemana de Peter Weiss, revisada por Carla Henius) (ópera).                                                    | Música escénica (ópera)            |
| 1964      | [3] Drei Sonette von William Shakespeare (en inglés), para barítono y piano.                                                                                                 | Música vocal (piano)               |
| 1964      | Sinfonía (a partir de la ópera «Ein Traumspiel»). | Música orquestal (sinfonía)        |
| 1965      | Epitaph (sobre texto de Percy Bysshe Shelley, en inglés), para tenor y siete instrumentos.                                                                                   | Música vocal (instrumentos)        |
| 1965      | Nocturnos, para violonchelo y arpa. | Música instrumental (dúo)          |
| 1966      | Verr… la morte (textos de Cesare Pavese), cantata para solistas (soprano, tenor, barítono), 2 coros mixtos y orquesta.                                                       | Música vocal (cantata)             |
| 1966      | Nachtstück (texto de Joseph von Eichendorff), para barítono y piano. | Música vocal (piano)               |
| 1966      | März [Marzo] (texto de Günter Grass), para recitador y flauta baja. | Música vocal (cantata)             |
| 1966      | Reflexiones, para siete instrumentos. | Música instrumental (conjunto)     |
| 1967      | Engführung [Dirección ajustada] (textos de Paul Celan), para tenor y piano.                                                                                                  | Música vocal (piano)               |
| 1967      | Trovers, según antiguos textos de trovadores franceses. | Música vocal (cantata)             |
| 1967      | Spektren, para piano. | Música solista (piano)             |
| 1967      | Rondas, para orquesta de cuerdas. | Música orquestal (cámara)          |
| 1968      | Inane (texto de Manuel Thomas), monólogo para soprano y orquesta. | Música vocal (orquesta)            |
| 1968      | Denn Bleiben ist nirgends [Porque no hay parada en parte alguna] (1ª Elegía del Duino, de Rainer Maria Rilke), para recitador y orquesta.                                    | Música orquestal (cantata)         |
| 1969      | Loqui, para orquesta. | Música orquestal                   |
| 1970      | Melusina (Claus H. Henneberg, basada en la obra homónima de Yvan Goll) (ópera).                                                                                              | Música escénica (ópera)            |
| 1970      | Fragmentos de la ópera Melusine (texto de Yvan Goll, adaptado por Claus H. Hermeberg), para soprano, barítono y orquesta.                                                    | Música vocal (orquesta)            |
| 1970      | Die Vogelscheuchen [El ahuyentador de pájaros] (basado en Günter Grass), ballet. | Música escénica (ballet)           |
| 1970      | Die Vogelscheuchen. Suite del ballet El ahuyentador de p jaros, para gran orquesta.                                                                                          | Música orquestal (Suite de ballet) |
| 1971      | Zyklus [Ciclo] (textos del libro de poemas Atemwende de Paul Celan), para barítono y orquesta.                                                                               | Música vocal (orquesta)            |
| 1971-87   | Parerga, de Melusine (texto de Yvan Goll), para soprano a solo. | Música vocal (solista)             |
| 1972      | Concierto nº 2, para piano y orquesta. | Música orquestal (concierto)       |
| 1973      | Lines (Líneas) (texto de Percy Bysshe Shelley), para soprano y orquesta de cámara de cuerdas.                                                                                | Música vocal (orquesta)            |
| 1974      | Wolkenloses Christfest [Celebración cristiana sin nubes] (sobre poemas de Otfried Bthe), Réquiem para barítono, violonchelo y orquesta. | Música religiosa (réquiem)         |
| 1975      | [6] Poemas de Sylvia Plath, para soprano y piano. | Música vocal (piano)               |
| 1975      | Variationen, para orquesta. | Música orquestal                   |
| 1975-78   | Lear (según William Shakespeare, adaptada por Claus H. Henneberg) (ópera) (Versiones en alem n, inglés y francés).                                                           | Música escénica (ópera)            |
| 1976      | John III, 16 [Juan III, 16, sobre «Así amó Dios al mundo»], para coro mixto a ocho voces, a cappella.                                                                        | Música coral (a capela)            |
| 1976-78   | Fragmentos de Lear, para barítono y orquesta. | Música vocal (orquesta)            |
| 1978      | Nachtstück II (texto de Joseph von Eichendorff), para barítono y piano. | Música vocal (piano)               |
| 1979      | Variationen, para piano. | Música solista (piano)             |
| 1979      | Invenzioni, para 12 instrumentistas. | Música instrumental (conjunto)     |
| 1979-80   | Unrevealed [No revelado] (texto de Lord Byron), para barítono y cuarteto de cuerdas.                                                                                         | Música vocal (instrumentos)        |
| 1980-82   | Requiem, para soprano, mezzosoprano, barítono, coro mixto y orquesta. | Música religiosa (réquiem)         |
| 1980-82   | [3] Drei Lieder (sobre poemas de Edgar Allan Poe), para soprano y orquesta.                                                                                                  | Música vocal (orquesta)            |
| 1981      | Chacun sa Chimère (Poema visual basado en Baudelaire), para tenor y orquesta.                                                                                                | Música escénica (ballet)           |
| 1981      | Solo, para violonchelo. | Música solista (violonchelo)       |
| 1983      | Gespenstersonate (Sonata de los espectros) (August Strindberg) (ópera) (versiones en alem n y sueco).                                                                        | Música escénica (ópera)            |
| 1984      | Nunc dimittis (Canticum Simeonis), para coro mixto a ocho voces, barítono y flauta baja.                                                                                     | Música coral (orquesta)            |
| 1985      | Troädes (según Las Troyanas de Eurípides, en versión de Franz Werfel) (ópera).                                                                                               | Música escénica (ópera)            |
| 1985      | Tre poemi di Michelangelo, para barítono y piano. | Música vocal (piano)               |
| 1986      | Neun Sonette der Louize Lab (9 Sonetos de Louize Lab), para mezzosoprano y piano.                                                                                            | Música vocal (piano)               |
| 1987      | Trío, para violín, viola y violonchelo. | Música de cámara (trío)            |
| 1987      | Eín apokalyptísches Fragment [Un fragmento apocalíptico] (texto de Karoline von Gnderrode), para mezzosoprano, piano y orquesta. | Música vocal (orquesta)            |
| 1988      | Instrumentación de Robert Schumann: Gedichte derMaria Stuart, Op. 135 (Poemas de María Estuardo, 1852), para mezzosoprano y conjunto de cámara.                              | Música vocal (instrumentos)        |
| 1988      | Sieben Fragmente für Orchester in memoriam Robert Schumann [Siete fragmentos para orquesta in memoriam de Robert Schumann]                                                   | Música orquestal                   |
| 1988      | Nacht-Räume [Zonas nocturnas] (texto de Rainer Maria Rilke), para piano a cuatro manos y voz de soprano.                                                                     | Música vocal (piano)               |
| 1988-89   | Concierto, para violín, violonchelo y orquesta. | Música orquestal (concierto)       |
| 1989      | Entsorgt [Eliminado] (texto de Nicolas Born), para barítono solo. | Música vocal (capella)             |
| 1989      | Shine and Dark [Brillante y oscuro] (texto de James Joyce) para barítono y piano (mano izquierda).                                                                           | Música vocal (piano)               |
| 1989-93   | Auf dem Weg [En el camino]. Cuaderno I - tres piezas para piano. | Música solista (piano)             |
| 1990-92   | Das Schloss [El castillo) (Franz Kafka y dramatización de Max Brod) (ópera).                                                                                                 | Música escénica (ópera)            |
| 1992      | Eingedunkelt [Oscurecido], nueve poemas de Paul Celan para contralto a solo.                                                                                                 | Música vocal (capella)             |
| 1992      | Lady Lazarus (texto de Sylvia Plath), para soprano solo. | Música vocal (capella)             |
| 1992      | Nightpiece (texto de James Joyce), para soprano y piano. | Música vocal (piano)               |
| 1993      | [9] Piezas para orquesta. | Música orquestal                   |
| 1994      | Wir, die wie der Strandhafer Wahren (Nosotros, que fuimos como hierba de la playa] (texto de Paul Celan), para mezzosoprano y piano.                                         | Música vocal (piano)               |
| 1994      | Transcripción de Robert Schumann: Sechs Gesänge, op. 107, para soprano y cuarteto de cuerdas.                                                                                | Música vocal (instrumentos)        |
| 1994-95   | Finite Infinity [Finita Infinitud] (sobre poemas de Emily Dickinson), para soprano y orques a.                                                                               | Música vocal (orquesta)            |
| 1995      | Die Pole sind in uns (Los polos están en nosotros] (poema de Paul Celan), para barítono y piano.                                                                             | Música vocal (piano)               |
| 1995      | Transcripción de Franz Schubert: Mignon (sobre textos de J. W. von Goethe), transcritos para soprano y cuarteto de cuerdas.                                                  | Música vocal (instrumentos)        |
| 1995-96   | Concierto para violín y orquesta. | Música orquestal (concierto)       |
| 1996      | Transcripción y arreglo de Mendelssohn Bartholdy «... oder soll es Tod bedeuten?» [... o significa la muerte?], 8 Lieder y un fragmento, para soprano y cuarteto de cuerdas. | Música vocal (instrumentos)        |
| 1996      | Solo, para viola. | Música solista (viola)             |
| 1997      | Metamorfosis sobre un Minueto de Franz Schubert (D. 600), para diez instrumentos.                                                                                            | Música instrumental (conjunto)     |
| 1997      | Transcripción de Johannes Brahms: Fünf Ophelia-Lieder (5 Cinco Canciones de Ofelia), para voz solista y cuarteto de cuerdas. | Música vocal (instrumentos)        |
| 1998-2000 | Bernarda Albas Haus [La casa de Bernarda Alba] (Federico García Lorca) (ópera) (Versión alemana de Enrique Beck (revisada y completada por el compositor)).                  | Música escénica (ópera)            |
| 1999      | Kumi Ori (3 Poemas de Celan y versos de los Salmos 74, 79, 122), para barítono y orquesta.                                                                                   | Música vocal (orquesta)            |
| 2000      | Solo, para clarinete en si. | Música solista (clarinete)         |
| 2000      | Drei Gedichte der Sappho [Tres poemas de Safo], para soprano y nueve instrumentos.                                                                                           | Música vocal (instrumentos)        |
| 2001      | Vier Lieder (sobre poemas de Paul Celan), para contratenor y piano. | Música vocal (piano)               |
| 2001      | Solo, para oboe. | Música solista (oboe)              |
| 2001      | Zomtei Halom (texto de Paul Celan y David Rokeah), para barítono y piano. | Música vocal (piano)               |
| 2001      | Solo II, para violonchelo. | Música solista (violonchelo)       |
| 2002      | Spiralat Halom [La espiral del sueño], para gran orquesta. | Música orquestal                   |
| 2002-03   | Nahe Ferne [Cerca, lejos]. Momentos sobre la Klavierstück B-Dur (Pieza para piano en si mayor), WoO 60, de L. van Beethoven), para orquesta. | Música orquestal                   |
| 2003      | Tarde (sobre un poema de Juan Ramón Jiménez), para soprano y orquesta. | Música vocal (orquesta)            |
| 2004      | Fanfarrias, para el público, para 15 metales. | Música orquestal                   |
| 2004      | Zeit-Inseln, para orquesta. | Música orquestal                   |
| 2005      | Cantus, para clarinete y orquestar. | Música orquestal (concertante)     |